# 容克勒伊
容克勒伊（法語：Joncreuil，法語發音：[ʒɔ̃kʁœj]）是法国奥布省的一个市镇，位于该省东北部，属于奥布河畔巴尔区。

## 地理
容克勒伊（48°31'21"N, 4°36'46"E）面积10.55 平方千米，位于法国大東部大區奥布省，该省份为法国中北部省份，北起马恩省，西接塞纳-马恩省，西南至约讷省，东南至科多尔省，东临上马恩省。
与容克勒伊接壤的市镇（或旧市镇、城区）包括：阿朗贝库尔、巴伊勒弗朗、沙旺日、朗蒂耶、乌蒂讷。

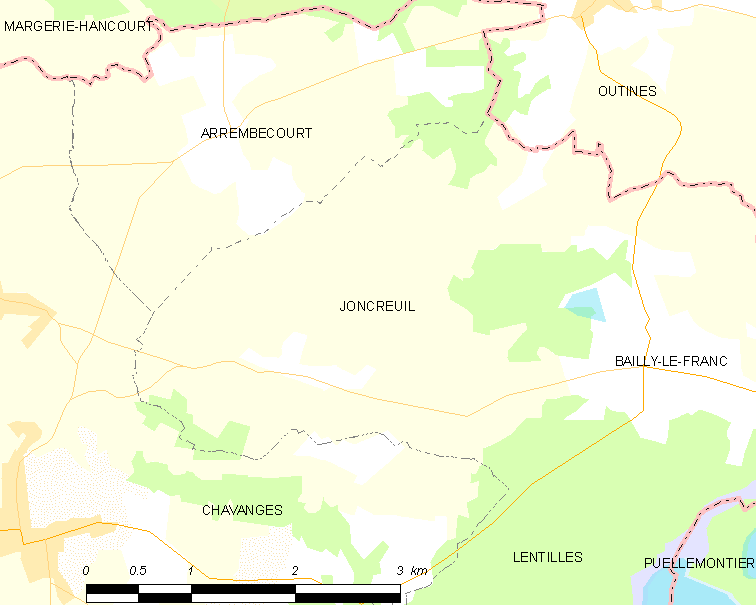
容克勒伊的OSM定位图

容克勒伊的时区为UTC+01:00、UTC+02:00（夏令时）。

## 行政
容克勒伊的邮政编码为10330，INSEE市镇编码为10180。

## 政治
容克勒伊所属的省级选区为布列讷堡县。

## 人口

1962-2008年间容克勒伊人口变化图示

容克勒伊于2022年1月1日时的人口数量为96人。